# Chrysolina sturmi
Espèce
Chrysolina sturmi est une espèce d'insectes coléoptères de la famille des Chrysomelidae qui vit en Europe et dans l'ouest de l'Asie.

## Description
De couleur vert violacé, l'imago mesure de 6 à 10 mm de longueur.

## Alimentation
Il se nourrit de lierre terrestre, de gaillets et de cirses.